# Campeonato Paraense de Futebol
O Campeonato Paraense de Futebol ou popularmente Parazão (ou ainda, Campeonato Paraense Banpará e Parazão Banpará por motivos comerciais) é a principal competição de futebol disputada no Estado do Pará. O campeonato apresenta grande domínio de Remo e Paysandu, que estão entre os cinco maiores campeões estaduais de futebol do Brasil, e tem como terceira força destacada outro clube de Belém, a Tuna Luso. O ex-jogador Quarentinha é o maior colecionador de títulos estaduais de todo o Brasil, com doze conquistas do Campeonato Paraense.
Atualmente o Governo do Pará é o principal patrocinador da competição através do Banco do Estado do Pará - Banpará, e por este motivo o nome da instituição financeira foi adotado no nome comercial do campeonato em 2020, sendo utilizado desde então. A rede televisiva estatal Rede Cultura do Pará transmite os jogos do campeonato desde 2009.

## História

### Primórdios
A pratica do futebol em Belém é evidenciada desde 1896, na Praça Batista Campos, com partidas disputadas entre sócios da Associação Dramática Recreativa Beneficente. Em 1898, no Largo de São Brás, membros do Sport Club do Pará jogavam futebol, sendo este considerado o primeiro clube a praticar a modalidade no Norte do país. O primeiro campeonato estadual concluído foi organizado pelo menos 10 anos depois, em 1908, sendo vencido pela União Sportiva, que ficou de posse da Taça Pará. A competição contou com as participações de cinco agremiações: Belém Football Club, Pará Club, Sport Club do Pará, Sporting Football Club e Sociedade Athlética União Sportiva. A fórmula de disputa constou de turno único, iniciando dia 7 de setembro de 1908 com a partida União Sportiva 3x1 Belém FC, em partida disputada no campo da Praça Floriano Peixoto (primeiro local para jogos), no Largo de São Braz. O primeiro campeonato foi encerrado em 21 de março de 1909. O Pará foi o quarto estado do Brasil a organizar um campeonato de futebol, atrás somente de São Paulo (1902), Bahia (1905) e Rio de Janeiro (1906). Após esse primeiro campeonato, com exceção da União Sportiva, as equipes desapareceram, o que impediu a realização do certame em 1909. O campeonato voltou a ser disputado no ano seguinte e a União repetiu o feito, sagrando-se bicampeã. Entretanto, a competição voltou a não ser realizada em 1911 e 1912.

### Era amadora

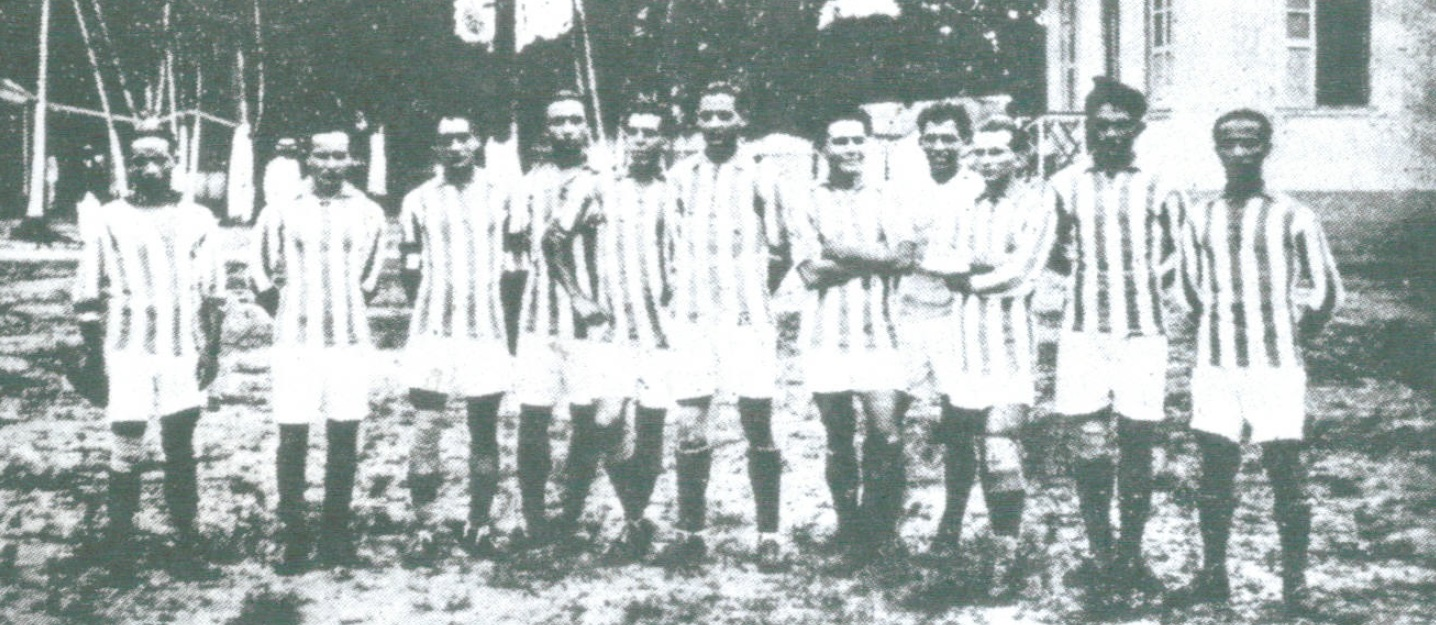
Paysandu campeão pela primeira vez, em 1920. Mimi Sodré é o segundo em pé e Suíço, o sétimo.

A partir de 1913 é que o Campeonato Paraense passa a ser disputado continuamente graças ao surgimento da Liga Paraense de Foot-Ball, fundada em 25 de maio daquele ano com o objetivo de organizar o futebol no estado. A entidade contou com o apoio do intendente de Belém, Dionysio Bentes, que cedeu a área de São Braz para os jogos. A primeira partida deste Campeonato terminou empatada em 2 a 2 entre Internacional e União Sportiva, em 29 de junho. O título ficou com o Grupo do Remo, que o conquistou de forma invicta no ano de sua estreia.
Em 1914 surge o Paysandu Sport Club e sua primeira partida foi justamente contra o Grupo do Remo, em 14 de junho. O primeiro confronto terminou com vitória dos remista por 2 a 1. Posteriormente, o Grupo do Remo conquistaria o bicampeonato estadual. Na ocasião, foi inaugurado o campo da firma Ferreira & Comandita (atual Estádio Leônidas Sodré de Castro, a popular Curuzu), com capacidade para duas mil pessoas, passando a ser o palco principal para a realização das partidas. Na temporada de 1917, a Liga Paraense de Foot-Ball foi substituída pela Liga Paraense de Esportes Terrestres - LPET, fundada em 2 de maio. Nesse ano foi realizado o primeiro Torneio Início e o Paysandu sagrou-se vencedor. No dia 15 de agosto, o Clube do Remo inaugurou o seu campo de esportes (atual estádio Evandro Almeida, mais conhecido como Baenão). Em julho de 1918, o Paysandu adquiriu o campo da firma Ferreira & Comandita através de um lance de 12 contos de réis. Em 1919, o Clube do Remo sagrou-se heptacampeão paraense, feito único até a atualidade. No ano seguinte, o Paysandu obteve o seu primeiro título estadual e continuou vitorioso até 1923 quando arrebatou o tetracampeonato. A partir de então, os rivais passaram a revezar as conquistas.
No ano de 1932 o futebol paraense passou pela maior crise de sua história. Após o término do Campeonato Paraense de 1931, foi eleita a nova diretoria da Federação Paraense de Desportos - FPD (entidade surgida em 21 de junho de 1928) e Ophir de Loyola, do Paysandu, ficou com o cargo de presidente. A decisão não agradou o Clube do Remo que resolveu se desligar da Federação, recebendo o apoio de outros clubes que juntos fundaram a Liga Atlética Paraense, mais tarde Liga Esportiva Paraense. Dessa forma, foram organizadas duas competições em 1932: a oficial da Federação, vencida pelo Paysandu com apenas dois jogos e a "pirata" da Liga, ganha pelo Clube do Remo. O impasse só foi resolvido quando Clube do Remo, Paysandu e Tuna Luso se uniram e criaram a Liga Atlética Paraense - LAP, que passou a reger o futebol no estado, substituindo a FPD.
Na década de 1930 entrou em cena a Tuna Luso Comercial, que fundada em 1903, dedicou prioritariamente às regatas até 1915 quando criou o seu departamento de futebol. O clube só disputou o seu primeiro Campeonato Paraense em 1933. No ano de 1935, inaugurou o seu campo, mais tarde batizado de Estádio Francisco Vasques, o famoso Souza ou Chico Vasques. Seu primeiro título estadual foi o de 1937, conquistado de forma invicta, obtendo o bicampeonato em 1938. Nesse ano a competição foi organizada pela Associação Paraense de Futebol - AFP, de 9 de fevereiro de 1938. A AFP foi substituída em 1941 pela Federação Paraense de Desportos - FPD, surgida em 9 de maio desse ano.

### Era profissional

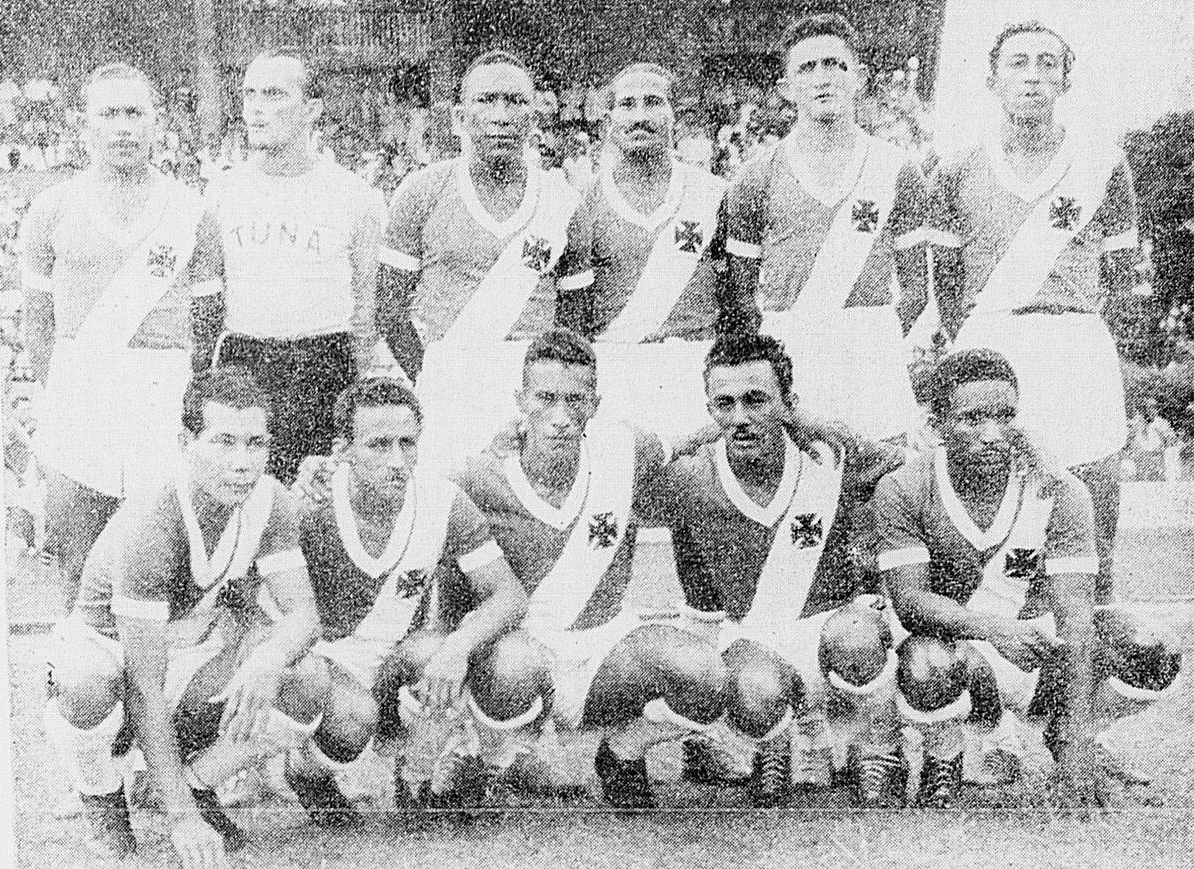
Tuna Luso em 1952: Macaco, Dodó, Biroba, Bereco, Zé Maria e Abimael; Teixeirinha, Juvenil, Satiro, China e Daniel.

Em 1945 o futebol paraense ingressou no regime profissional, com os clubes assinando contratos com os jogadores, passando a existir vínculo empregatício. Até o fim do amadorismo, Clube do Remo e Paysandu haviam conquistado 14 títulos estaduais cada um, a Tuna Luso, 3 e a União Sportiva, 2. 
Em 1960, o Avante, de Soure, tornou-se a primeira equipe do interior a competir na divisão principal do Paraense. O estreante não fez feio e chegou ao vice-campeonato, perdendo o título para o Clube do Remo. Entretanto, uma decisão judicial fez com que a final fosse reeditada mas dessa vez com o ingresso do Paysandu, que eliminou o Avante, porém perdeu o título para o Remo, conhecido na época como o "Duplo Campeão".
Na data de 1º de julho de 1970 foi instalada a Federação Paraense de Futebol, que permanece até hoje como a gestora do futebol no estado do Pará. Em 1976, finalmente o campeonato ganha status de estadual com a participação de mais dois clubes interioranos: o Clube Atlético Marabá e o Esporte Clube Santarém. No ano de 1978 é inaugurado o Mangueirão, o maior estádio do Norte do Brasil que passou a ser o principal palco para grandes jogos e decisões.
A partir dos anos 2000, notou-se uma crescente força dos times do interior como o Castanhal Esporte Clube e o Clube Municipal Ananindeua, vice-campeões dos certames de 2000 e 2006, respectivamente, ambos vencidos pelo Paysandu na final. Em 2008, foi comemorado o centenário do Campeonato Paraense e o Clube do Remo sagrou-se campeão sobre o Águia de Marabá Futebol Clube. No campeonato de 2009, novamente o interior bateu na trave com o vice-campeonato do São Raimundo Esporte Clube, de Santarém. A hegemonia da capital só foi quebrada em 2011, quando o Independente Atlético Clube, de Tucuruí, tornou-se o primeiro interiorano da história a conquistar o título estadual, vencendo a final nos pênaltis sobre o Paysandu. No seguinte, na 100ª edição do Campeonato Paraense, foi a vez do Cametá Sport Club superar o Remo na decisão do título. Após estes feitos, somente em 2023 um clube do interior voltou a vencer o campeonato. O time da vez foi o Águia de Marabá Futebol Clube, que derrotou o Clube do Remo na decisão por pênaltis e consagrou-se campeão daquela edição.

## Promoções
O Campeonato Paraense promove clubes para três competições organizadas pela Confederação Brasileira de Futebol, sendo elas: Copa Verde, Copa do Brasil e Campeonato Brasileiro de Futebol - Série D, as classificações são válidas para as competições do ano seguinte a conquista da vaga. As vagas são divididas da seguinte forma:
- Copa do Brasil - são classificados campeão, vice-campeão e o terceiro colocado. Caso o um dos 3 primeiros colocados consiga uma vaga por outra competição (O campeão da Copa Verde consegue uma vaga na terceira fase da Copa do Brasil) o quarto colocado se classifica.
- Copa Verde - são classificados o campeão e o vice-campeão.
- Série D do Campeonato Brasileiro - são classificados os times com melhor colocação na tabela geral e que não estejam em nenhuma outra divisão do Campeonato Brasileiro.

## Campeões
Em 1906 foi realizada uma competição não oficial, porém, surgiram várias divergências sobre os resultados e o campeonato prolongou-se até junho de 1907 sem um campeão. O líder até onde houve jogos foi o Pará Club e o em seguida o Pará FBC.
| Ano       | Campeão             | Final                   | Vice-campeão    | Terceiro colocado | Quarto colocado         |
| --------- | ------------------- | ----------------------- | --------------- | ----------------- | ----------------------- |
| 1906      | Não concluído       | Não concluído           | Não concluído   | Não concluído     | Não concluído           |
| 1906      | Pará Club           | Pontos                  | Pará FBC        |                   |                         |
| 1907      | Não disputado       | Não disputado           | Não disputado   | Não disputado     | Não disputado           |
| 1908      | União Sportiva      | 4 – 2                   | Sport Pará      | Sporting          | Pará Clube              |
| 1909      | Não disputado       | Não disputado           | Não disputado   | Não disputado     | Não disputado           |
| 1910      | União Sportiva (2)  | 2 – 1                   | Guarany         | Sport Pará        | Panther                 |
| 1911-1912 | Não disputado       | Não disputado           | Não disputado   | Não disputado     | Não disputado           |
| 1913      | Grupo do Remo (1)   | Pontos                  | Norte Club      | União Sportiva    | Internacional           |
| 1914      | Grupo do Remo (2)   | 3 – 1                   | Paysandu        | Guarany           | União Sportiva          |
| 1915      | Clube do Remo (3)   | 5 – 1                   | Paysandu        | União Sportiva    | Panther                 |
| 1916      | Clube do Remo (4)   | Pontos                  | (desconhecido)  | Aliança           | Guarany                 |
| 1917      | Clube do Remo (5)   | 3 – 1                   | Paysandu        | Nacional          | União Sportiva          |
| 1918      | Clube do Remo (6)   | Pontos                  | Paysandu        | Brazil Sport      | Luso Brasileiro         |
| 1919      | Clube do Remo (7)   | Pontos                  | Paysandu        | União Sportiva    | Nacional                |
| 1920      | Paysandu (1)        | 1 – 0                   | Clube do Remo   | Nacional          | Recreativa              |
| 1921      | Paysandu (2)        | Pontos                  | Clube do Remo   | Luso Brasileiro   | União Sportiva          |
| 1922      | Paysandu (3)        | 1 – 0                   | Clube do Remo   | União Sportiva    | Guarany                 |
| 1923      | Paysandu (4)        | 2 – 1                   | União Sportiva  | Clube do Remo     | Guarany                 |
| 1924      | Clube do Remo (8)   | 2 – 1 (pro)             | Paysandu        | Guarany           | União Sportiva          |
| 1925      | Clube do Remo (9)   | 1 – 0                   | Paysandu        | União Sportiva    | Brazil Sport            |
| 1926      | Clube do Remo (10)  | 3 – 0                   | Paysandu        | Guarany           | Maguary                 |
| 1927      | Paysandu (5)        | 2 – 0                   | Clube do Remo   | Brazil Sport      | União Sportiva          |
| 1928      | Paysandu (6)        | Triangular Final        | União Sportiva  | Clube do Remo     | Brazil Sport            |
| 1929      | Paysandu (7)        | Triangular Final        | União Sportiva  | Clube do Remo     | Luso Brasileiro         |
| 1930      | Clube do Remo (11)  | Triangular Final        | Paysandu        | União Sportiva    | Júlio César             |
| 1931      | Paysandu (8)        | Triangular Final        | Luso Brasileiro | União Sportiva    | Clube do Remo           |
| 1932      | Paysandu (9)        | 1 – 0                   | Guarany         | Luso Brasileiro   | Panther                 |
| 1933      | Clube do Remo (12)  | 1 – 0                   | Paysandu        | Tuna Luso         | Luso Brasileiro         |
| 1934      | Paysandu (10)       | 3 – 1                   | Tuna Luso       | Clube do Remo     | União Sportiva          |
| 1935      | Não disputado       | Não disputado           | Não disputado   | Não disputado     | Não disputado           |
| 1936      | Clube do Remo (13)  | 1 – 0                   | Paysandu        | Tuna Luso         | Júlio César             |
| 1937      | Tuna Luso (1)       | 2 – 1                   | Paysandu        | Nacional          | União Sportiva          |
| 1938      | Tuna Luso (2)       | 3 – 2                   | Nacional        | Paysandu          | Clube do Remo           |
| 1939      | Paysandu (11)       | 2 – 1                   | Clube do Remo   | Nacional          | Tuna Luso               |
| 1940      | Clube do Remo (14)  | 1 – 0                   | Tuna Luso       | Paysandu          | Marco                   |
| 1941      | Tuna Luso (3)       | 3 – 1                   | Paysandu        | Clube do Remo     | Nacional                |
| 1942      | Paysandu (12)       | Pontos                  | Tuna Luso       | Transviário       | Clube do Remo           |
| 1943      | Paysandu (13)       | Pontos                  | Tuna Luso       | Clube do Remo     | Transviário             |
| 1944      | Paysandu (14)       | Pontos                  | Clube do Remo   | Tuna Luso         | Transviário             |
| 1945      | Paysandu (15)       | Pontos                  | Tuna Luso       | Transviário       | Clube do Remo           |
| 1946      | Não disputado       | Não disputado           | Não disputado   | Não disputado     | Não disputado           |
| 1947      | Paysandu (16)       | Pontos                  | Clube do Remo   | Tuna Luso         | Júlio César             |
| 1948      | Tuna Luso (4)       | 4 – 3 3 – 3             | Paysandu        | Auto Clube        | Paulista                |
| 1949      | Clube do Remo (15)  | 1 – 2 3 – 1 1 – 0       | Paysandu        | Tuna Luso         | Auto Clube              |
| 1950      | Clube do Remo (16)  | 2 – 1 1 – 1             | Tuna Luso       | Paysandu          | Auto Clube              |
| 1951      | Tuna Luso (5)       | 3 – 0 3 – 3             | Clube do Remo   | Auto Clube        | Paysandu                |
| 1952      | Clube do Remo (17)  | 3 – 0 2 – 1             | Paysandu        | Tuna Luso         | Combatentes             |
| 1953      | Clube do Remo (18)  | 0 – 2 3 – 0             | Tuna Luso       | Paysandu          | Auto Clube              |
| 1954      | Clube do Remo (19)  | 4 – 0 0 – 1             | Paysandu        | Combatentes       | Tuna Luso               |
| 1955      | Tuna Luso (6)       |                         | Paysandu        |                   |                         |
| 1956      | Paysandu (17)       | 3 – 2 1 – 0             | Clube do Remo   |                   |                         |
| 1957      | Paysandu (18)       |                         | Clube do Remo   |                   |                         |
| 1958      | Tuna Luso (7)       | 2 – 2 4 – 1 0 – 1 3 – 1 | Clube do Remo   | Paysandu          | Belenenses              |
| 1959      | Paysandu (19)       | 0 – 0 3 – 1 3 – 3       | Clube do Remo   | Júlio César       | Tuna Luso               |
| 1960      | Clube do Remo (20)  |                         | Paysandu        |                   |                         |
| 1961      | Paysandu (20)       | 2 – 2 0 – 0 1 – 0       | Clube do Remo   | Júlio César       | Tuna Luso               |
| 1962      | Paysandu (21)       |                         | Tuna Luso       |                   |                         |
| 1963      | Paysandu (22)       |                         | Tuna Luso       |                   |                         |
| 1964      | Clube do Remo (21)  |                         | Tuna Luso       |                   |                         |
| 1965      | Paysandu (23)       |                         | Clube do Remo   |                   |                         |
| 1966      | Paysandu (24)       | Não houve               | Clube do Remo   | Tuna Luso         | Júlio César             |
| 1967      | Paysandu (25)       | 1 – 0                   | Clube do Remo   |                   |                         |
| 1968      | Clube do Remo (22)  | Não houve               | Paysandu        | Combatentes       | Tuna Luso               |
| 1969      | Paysandu (26)       | 2 – 2 2 – 0             | Clube do Remo   | Tuna Luso         | Sport Belém             |
| 1970      | Tuna Luso (8)       | 3 – 2 1 – 0             | Paysandu        | Clube do Remo     | Sport Belém             |
| 1971      | Paysandu (27)       | 0 – 0 3 – 2             | Clube do Remo   | Tuna Luso         | Sport Belém             |
| 1972      | Paysandu (28)       | Triangular Final        | Tuna Luso       | Clube do Remo     | Sport Belém             |
| 1973      | Clube do Remo (23)  | Hexagonal Final         | Sport Belém     | Tuna Luso         | Paysandu                |
| 1974      | Clube do Remo (24)  | Triangular Final        | Paysandu        | Tuna Luso         | Sporting                |
| 1975      | Clube do Remo (25)  | 2 – 1                   | Paysandu        | Tuna Luso         | Castanhal               |
| 1976      | Paysandu (29)       | Não houve               | Clube do Remo   | Tuna Luso         | Santarém                |
| 1977      | Clube do Remo (26)  | Quadrangular Final      | Paysandu        | Tuna Luso         | Comercial               |
| 1978      | Clube do Remo (27)  | 0 – 0 2 – 1             | Paysandu        | Tuna Luso         | Sport Belém             |
| 1979      | Clube do Remo (28)  | Quadrangular Final      | Paysandu        | Tuna Luso         | Sport Belém             |
| 1980      | Paysandu (30)       | Quadrangular Final      | Clube do Remo   | Tuna Luso         | Sport Belém             |
| 1981      | Paysandu (31)       | Quadrangular Final      | Clube do Remo   | Tuna Luso         | Izabelense              |
| 1982      | Paysandu (32)       | 1 – 1 1 – 0             | Clube do Remo   | Izabelense        | Tuna Luso               |
| 1983      | Tuna Luso (9)       | Triangular Final        | Clube do Remo   | Paysandu          | Izabelense              |
| 1984      | Paysandu (33)       | 1 – 0                   | Tuna Luso       | Clube do Remo     | Pinheirense Sport Belém |
| 1985      | Paysandu (34)       | Hexagonal Final         | Clube do Remo   | Sport Belém       | Tuna Luso               |
| 1986      | Clube do Remo (29)  | Quadrangular Final      | Tuna Luso       | Paysandu          | Sport Belém             |
| 1987      | Paysandu (35)       | 2 – 1                   | Clube do Remo   | Tuna Luso         | Sport Belém             |
| 1988      | Tuna Luso (10)      | Quadrangular Final      | Clube do Remo   | Pinheirense       | Paysandu                |
| 1989      | Clube do Remo (30)  | 1 – 1 2 – 0 0 – 0       | Paysandu        | Tuna Luso         | Vila Nova               |
| 1990      | Clube do Remo (31)  | 1 – 0 0 – 0             | Paysandu        | Tuna Luso         | Tiradentes              |
| 1991      | Clube do Remo (32)  | Não houve               | Tuna Luso       | Paysandu          | Izabelense              |
| 1992      | Paysandu (36)       | 1 – 0                   | Clube do Remo   |                   |                         |
| 1993      | Clube do Remo (33)  | Não houve               | Paysandu        | Tuna Luso         | Pinheirense             |
| 1994      | Clube do Remo (34)  | 1 – 1 2 – 0             | Paysandu        |                   |                         |
| 1995      | Clube do Remo (35)  | Não houve               | Paysandu        | Tuna Luso         | Pinheirense             |
| 1996      | Clube do Remo (36)  | Não houve               | Tuna Luso       | Paysandu          | Bragantino              |
| 1997      | Clube do Remo (37)  | Pentangular Final       | Paysandu        | Tuna Luso         | Bragantino              |
| 1998      | Paysandu (37)       | 3 – 1                   | Clube do Remo   | Vênus             | São Raimundo            |
| 1999      | Clube do Remo (38)  | 2 – 1 1 – 2 1 – 0       | Paysandu        | Castanhal         | Tuna Luso               |
| 2000      | Paysandu (38)       | 0 – 0 1 – 0 0 – 1       | Castanhal       | Tuna Luso         | São Raimundo            |
| 2001      | Paysandu (39)       | 4 – 0 0 – 0             | Clube do Remo   | Tiradentes        | Tuna Luso               |
| 2002      | Paysandu (40)       | 3 – 1 3 – 0             | Tuna Luso       | Clube do Remo     | Ananindeua              |
| 2003      | Clube do Remo (39)  | 1 – 2 4 – 0             | Tuna Luso       | Paysandu          | Águia de Marabá         |
| 2004      | Clube do Remo (40)  | Não houve               | Paysandu        | Castanhal         | Ananindeua              |
| 2005      | Paysandu (41)       | Não houve               | Clube do Remo   | Abaeté            | São Raimundo            |
| 2006      | Paysandu (42)       | 2 – 1 2 – 3 4 – 1 pen.  | Ananindeua      | Clube do Remo     | Castanhal               |
| 2007      | Clube do Remo (41)  | 4 – 1 1 – 1             | Tuna Luso       | Ananindeua        | Paysandu                |
| 2008      | Clube do Remo (42)  | 1 – 1 2 – 1             | Águia de Marabá | Paysandu          | Ananindeua              |
| 2009      | Paysandu (43)       | 6 – 1 3 – 2             | São Raimundo    | Clube do Remo     | Águia de Marabá         |
| 2010      | Paysandu (44)       | 0 – 1 3 – 1             | Águia de Marabá | Clube do Remo     | Independente            |
| 2011      | Independente (1)    | 2 – 2 3 – 3 3 – 1 pen.  | Paysandu        | Clube do Remo     | Cametá                  |
| 2012      | Cametá (1)          | 2 – 1 2 – 2             | Clube do Remo   | Águia de Marabá   | Paysandu                |
| 2013      | Paysandu (45)       | 4 – 0 3 – 1             | Paragominas     | Clube do Remo     | Santa Cruz de Cuiarana  |
| 2014      | Clube do Remo (43)  | 4 – 1 0 – 2             | Paysandu        | Cametá            | Independente            |
| 2015      | Clube do Remo (44)  | 2 – 0                   | Independente    | Parauapebas       | Paysandu                |
| 2016      | Paysandu (46)       | 2 – 1                   | São Francisco   | São Raimundo      | Clube do Remo           |
| 2017      | Paysandu (47)       | 1 – 1 2 – 1             | Clube do Remo   | Independente      | São Raimundo            |
| 2018      | Clube do Remo (45)  | 2 – 1 1 – 0             | Paysandu        | Bragantino-PA     | São Raimundo            |
| 2019      | Clube do Remo (46)  | 0 – 1 2 – 0             | Independente    | Bragantino-PA     | Paysandu                |
| 2020      | Paysandu (48)       | 2 – 1 1 – 0             | Clube do Remo   | Castanhal         | Paragominas             |
| 2021      | Paysandu (49)       | 2 – 4 4 – 1             | Tuna Luso       | Clube do Remo     | Castanhal               |
| 2022      | Clube do Remo (47)  | 3 – 0 1 – 3             | Paysandu        | Tuna Luso         | Águia de Marabá         |
| 2023      | Águia de Marabá (1) | 1 – 0 1 – 2 5 – 4 pen.  | Clube do Remo   | Paysandu          | Cametá                  |
| 2024      | Paysandu (50)       | 2 – 0 1 – 1             | Clube do Remo   | Tuna Luso         | Águia de Marabá         |
| 2025      | Clube do Remo (48)  | 3 – 2 0 – 1 6 – 5 pen.  | Paysandu        | Tuna Luso         | Águia de Marabá         |

## Títulos

### Títulos por clube
| Clube                     | Campeão | Anos da conquista | Vice | Anos do vice |
| ------------------------- | ------- | --- | ---- | --- |
| Paysandu (Belém)          | 50      | 1920, 1921, 1922, 1923, 1927, 1928, 1929, 1931, 1932, 1934, 1939, 1942, 1943, 1944, 1945, 1947, 1956, 1957, 1959, 1961, 1962, 1963, 1965, 1966, 1967, 1969, 1971, 1972, 1976, 1980, 1981, 1982, 1984, 1985, 1987, 1992, 1998, 2000, 2001, 2002, 2005, 2006, 2009, 2010, 2013, 2016, 2017, 2020, 2021, 2024 | 40   | 1914, 1915, 1916, 1917, 1918, 1919, 1924, 1925, 1926, 1930, 1933, 1936, 1937, 1941, 1948, 1949, 1952, 1954, 1955, 1960, 1968, 1970, 1974, 1975, 1977, 1978, 1979, 1989, 1990, 1993, 1994, 1995, 1997, 1999, 2004, 2011, 2014, 2018, 2022, 2025 |
| Remo (Belém)              | 48      | 1913, 1914, 1915, 1916, 1917, 1918, 1919, 1924, 1925, 1926, 1930, 1933, 1936, 1940, 1949, 1950, 1952, 1953, 1954, 1960, 1964, 1968, 1973, 1974, 1975, 1977, 1978, 1979, 1986, 1989, 1990, 1991, 1993, 1994, 1995, 1996, 1997, 1999, 2003, 2004, 2007, 2008, 2014, 2015, 2018, 2019, 2022, 2025             | 35   | 1920, 1921, 1922, 1927, 1939, 1944, 1947, 1951, 1956, 1957, 1958, 1959, 1961, 1965, 1966, 1967, 1969, 1971, 1976, 1980, 1981, 1982, 1983, 1985, 1987, 1988, 1992, 1998, 2001, 2005, 2012, 2017, 2020, 2023, 2024                               |
| Tuna Luso (Belém)         | 10      | 1937, 1938, 1941, 1948, 1951, 1955, 1958, 1970, 1983, 1988 | 19   | 1934, 1940, 1942, 1943, 1945, 1950, 1953, 1962, 1963, 1964, 1972, 1984, 1986, 1991, 1996, 2002, 2003, 2007, 2021 |
| União Sportiva † (Belém)  | 2       | 1908, 1910 | 3    | 1923, 1928, 1929 |
| Independente (Tucuruí)    | 1       | 2011 | 2    | 2015, 2019 |
| Águia de Marabá (Marabá)  | 1       | 2023 | 2    | 2008, 2010 |
| Cametá (Cametá)           | 1       | 2012 | 0    | |
| Guarany † (Belém)         | 0       | | 2    | 1910, 1932 |
| Sport Pará † (Belém)      | 0       | | 1    | 1908 |
| Norte Club † (Belém)      | 0       | | 1    | 1913 |
| Luso Brasileiro † (Belém) | 0       | | 1    | 1931 |
| Nacional † (Belém)        | 0       | | 1    | 1938 |
| Sport Belém (Belém)       | 0       | | 1    | 1973 |
| Castanhal (Castanhal)     | 0       | | 1    | 2000 |
| Ananindeua † (Ananindeua) | 0       | | 1    | 2006 |
| São Raimundo (Santarém)   | 0       | | 1    | 2009 |
| Paragominas (Paragominas) | 0       | | 1    | 2013 |
| São Francisco (Santarém)  | 0       | | 1    | 2016 |

### Título por cidade
| Campeão     | Títulos | Vice |
| ----------- | ------- | ---- |
| Belém       | 110     | 104  |
| Tucuruí     | 1       | 2    |
| Marabá      | 1       | 2    |
| Cametá      | 1       | 0    |
| Santarém    | 0       | 2    |
| Ananindeua  | 0       | 1    |
| Castanhal   | 0       | 1    |
| Paragominas | 0       | 1    |

### Campeões consecutivos
- A sequência em andamento é destacada em negrito.

Heptacampeonatos
- Remo: 1 vez (1913-14-15-16-17-18-19)

Pentacampeonatos
- Remo: 1 vez (1993-94-95-96-97)
- Paysandu: 1 vez  (1942-43-44-45-47)

Tetracampeonatos
- Paysandu: 1 vez (1920-21-22-23)

Tricampeonatos
- Paysandu: 5 vezes (1927-28-29, 1961-62-63, 1965-66-67, 1980-81-82, 2000-01-02)
- Remo: 5 vezes (1924-25-26, 1952-53-54, 1973-74-75, 1977-78-79, 1989-90-91)

Bicampeonatos
- Paysandu: 8 vezes (1931-32, 1956-57, 1971-72, 1984-85, 2005-06, 2009-10, 2016-17, 2020-21)
- Remo: 5 vezes (1949-50, 2003-04, 2007-08, 2014-15, 2018-19)
- Tuna Luso: 1 vez (1937-38)

### Taça ACLEP
A Taça ACLEP, em homenagem à Associação dos Cronistas e Locutores Esportivos do Pará (ACLEP), foi um torneio disputado entre as edições de 2001 e 2015 do Campeonato Paraense. Duas equipes visavam à classifição à fase principal da primeira divisão, ao mesmo tempo em que outras duas eram rebaixadas à Segunda Divisão Estadual do ano vigente.
Títulos
| Clube                                  | Campeão | Anos do Títulos   |
| -------------------------------------- | ------- | ----------------- |
| Carajás (Belém)                        | 3       | 2001, 2003 e 2004 |
| Castanhal (Castanhal)                  | 2       | 2006 e 2009       |
| Tuna Luso (Belém)                      | 2       | 2011 e 2012       |
| Pedreira (Belém)                       | 1       | 2002              |
| São Raimundo-PA (Santarém)             | 1       | 2005              |
| Bragantino-PA (Bragança)               | 1       | 2007              |
| Vila Rica (Cametá)                     | 1       | 2008              |
| Cametá (Cametá)                        | 1       | 2010              |
| Santa Cruz de Cuiarana † (Salinópolis) | 1       | 2013              |
| Independente (Tucuruí)                 | 1       | 2014              |
| Parauapebas (Parauapebas)              | 1       | 2015              |

### Campeão do interior
- Título simbólico reconhecido para a melhor equipe do interior do estado em disputa no campeonato.
- em negrito as edições aonde a equipe foi campeã geral.

| Clube                     | Campeão | Anos do Títulos                     |
| ------------------------- | ------- | ----------------------------------- |
| Águia de Marabá (Marabá)  | 6       | 2001, 2003, 2008, 2010, 2022 e 2023 |
| Independente (Tucuruí)    | 5       | 2011, 2014, 2015, 2017 e 2019       |
| Castanhal (Castanhal)     | 4       | 2000, 2004, 2020 e 2021             |
| Ananindeua † (Ananindeua) | 3       | 2002, 2006 e 2007                   |
| Abaeté (Abaetetuba)       | 1       | 2005                                |
| São Raimundo (Santarém)   | 1       | 2009                                |
| Cametá (Cametá)           | 1       | 2012                                |
| Paragominas (Paragominas) | 1       | 2013                                |
| São Francisco (Santarém)  | 1       | 2016                                |
| Bragantino (Bragança)     | 1       | 2018                                |

## Artilheiros
| Artilheiros do Campeonato Paraense de Futebol | Artilheiros do Campeonato Paraense de Futebol | Artilheiros do Campeonato Paraense de Futebol         | Artilheiros do Campeonato Paraense de Futebol |
| Ano                                           | Artilheiro                                    | Clube                                                 | Gols                                          |
| --------------------------------------------- | --------------------------------------------- | ----------------------------------------------------- | --------------------------------------------- |
| 1933                                          | Heitor                                        | Paysandu (Belém)                                      | 9                                             |
| 1934                                          |                                               |                                                       |                                               |
| 1935                                          | Não houve                                     | Não houve                                             | Não houve                                     |
| 1936                                          |                                               |                                                       |                                               |
| 1937                                          |                                               |                                                       |                                               |
| 1938                                          |                                               |                                                       |                                               |
| 1939                                          | Cláudio                                       | Paysandu (Belém)                                      | 11                                            |
| 1940                                          |                                               |                                                       |                                               |
| 1941                                          |                                               |                                                       |                                               |
| 1942                                          |                                               |                                                       |                                               |
| 1943                                          |                                               |                                                       |                                               |
| 1944                                          |                                               |                                                       |                                               |
| 1945                                          |                                               |                                                       |                                               |
| 1946                                          | Não houve                                     | Não houve                                             | Não houve                                     |
| 1947                                          | Hélio                                         | Paysandu (Belém)                                      | 11                                            |
| 1948                                          | Jeju                                          | Remo (Belém)                                          | 10                                            |
| 1949                                          | Quiba                                         | Remo (Belém)                                          | 9                                             |
| 1950                                          | Daniel                                        | Tuna Luso (Belém)                                     | 8                                             |
| 1951                                          | Juvenil                                       | Tuna Luso (Belém)                                     | 13                                            |
| 1952                                          | Quiba                                         | Remo (Belém)                                          | 14                                            |
| 1953                                          | China                                         | Tuna Luso (Belém)                                     | 13                                            |
| 1954                                          | Ernesto                                       | Paysandu (Belém)                                      | 16                                            |
| 1955                                          | Estanislau                                    | Tuna Luso (Belém)                                     | 22                                            |
| 1956                                          | Cacetão                                       | Paysandu (Belém)                                      | 17                                            |
| 1957                                          | Toni                                          | Paysandu (Belém)                                      | 14                                            |
| 1958                                          | China                                         | Tuna Luso (Belém)                                     | 15                                            |
| 1959                                          | Toni                                          | Paysandu (Belém)                                      | 14                                            |
| 1960                                          | Câmara                                        | Remo (Belém)                                          | 18                                            |
| 1961                                          | Walmir                                        | Tuna Luso (Belém)                                     | 11                                            |
| 1962                                          | Walmir                                        | Tuna Luso (Belém)                                     | 9                                             |
| 1963                                          | Carlos Alberto Urubu                          | Paysandu (Belém)                                      | 14                                            |
| 1964                                          | Roger                                         | Júlio César (Belém)                                   | 12                                            |
| 1964                                          | Chaminha                                      | Remo (Belém)                                          | 12                                            |
| 1965                                          | Nascimento                                    | Tuna Luso (Belém)                                     | 12                                            |
| 1966                                          | Mário                                         | Tuna Luso (Belém)                                     | 23                                            |
| 1967                                          | Amoroso                                       | Remo (Belém)                                          |                                               |
| 1968                                          | Amoroso                                       | Remo (Belém)                                          |                                               |
| 1969                                          | Bené                                          | Paysandu (Belém)                                      | 13                                            |
| 1969                                          | Wilson                                        | Paysandu (Belém)                                      | 13                                            |
| 1970                                          | Lêonidas                                      | Tuna Luso (Belém)                                     | 9                                             |
| 1971                                          | Bené                                          | Paysandu (Belém)                                      | 20                                            |
| 1972                                          | Bené                                          | Paysandu (Belém)                                      | 20                                            |
| 1973                                          | Alcino                                        | Remo (Belém)                                          | 7                                             |
| 1973                                          | Roberto                                       | Remo (Belém)                                          | 7                                             |
| 1973                                          | Almeida                                       | Sport Belém (Belém)                                   | 7                                             |
| 1973                                          | Odílson                                       | Tuna Luso (Belém)                                     | 7                                             |
| 1974                                          | Alcino                                        | Remo (Belém)                                          | 12                                            |
| 1975                                          | Alcino                                        | Remo (Belém)                                          | 21                                            |
| 1976                                          | Rodrigues                                     | Remo (Belém)                                          | 10                                            |
| 1977                                          | Vilfredo                                      | Remo (Belém)                                          | 10                                            |
| 1978                                          | Bira                                          | Remo (Belém)                                          | 25                                            |
| 1979                                          | Bira                                          | Remo (Belém)                                          | 32                                            |
| 1980                                          | Nílson Diabo                                  | Tuna Luso (Belém)                                     | 14                                            |
| 1981                                          | Mesquita                                      | Remo (Belém)                                          | 14                                            |
| 1982                                          | Cabinho                                       | Paysandu (Belém)                                      | 12                                            |
| 1983                                          | Dadinho                                       | Remo (Belém)                                          | 23                                            |
| 1984                                          | Cabinho                                       | Paysandu (Belém)                                      | 21                                            |
| 1985                                          | Dadinho                                       | Remo (Belém)                                          | 18                                            |
| 1986                                          | Dadinho                                       | Remo (Belém)                                          | 17                                            |
| 1987                                          | Cabinho                                       | Paysandu (Belém)                                      | 24                                            |
| 1988                                          | Luís Carlos                                   | Tuna Luso (Belém)                                     | 13                                            |
| 1989                                          | Dadinho                                       | Paysandu (Belém)                                      | 23                                            |
| 1990                                          | Edil Highlander                               | Paysandu (Belém)                                      | 13                                            |
| 1991                                          | Almir                                         | Izabelense (Santa Isabel do Pará)                     | 14                                            |
| 1992                                          | Edil Highlander                               | Paysandu (Belém)                                      | 24                                            |
| 1993                                          | Ageu Sabiá                                    | Tuna Luso (Belém)                                     | 8                                             |
| 1994                                          | Alex Dias                                     | Remo (Belém)                                          | 12                                            |
| 1995                                          | Luís Müller                                   | Remo (Belém)                                          | 11                                            |
| 1996                                          | Gauchinho                                     | Tuna Luso (Belém)                                     | 14                                            |
| 1997                                          | Edil Highlander                               | Remo (Belém)                                          | 12                                            |
| 1997                                          | Diórgens                                      | Tuna Luso (Belém)                                     | 12                                            |
| 1998                                          | Wagner                                        | Paysandu (Belém)                                      | 11                                            |
| 1999                                          | Mael                                          | Remo (Belém)                                          | 13                                            |
| 2000                                          | Edil Highlander                               | Castanhal (Castanhal)                                 | 16                                            |
| 2001                                          | Rato                                          | Tuna Luso (Belém)                                     | 12                                            |
| 2002                                          | Jóbson                                        | Paysandu (Belém)                                      | 9                                             |
| 2002                                          | Valdomiro                                     | Paysandu (Belém)                                      | 9                                             |
| 2003                                          | Marajó                                        | Sport Belém (Belém)                                   | 11                                            |
| 2004                                          | Wegno                                         | Castanhal (Castanhal)                                 | 13                                            |
| 2005                                          | Rico                                          | Pedreira (Belém)                                      | 13                                            |
| 2006                                          | Marçal                                        | Ananindeua (Ananindeua)                               | 10                                            |
| 2006                                          | Balão                                         | Paysandu (Belém)                                      | 10                                            |
| 2007                                          | Róbson                                        | Paysandu (Belém)                                      | 13                                            |
| 2008                                          | Marklécio                                     | Águia de Marabá (Marabá)                              | 13                                            |
| 2009                                          | Hélcio                                        | São Raimundo (Santarém)                               | 12                                            |
| 2010                                          | Moisés                                        | Paysandu (Belém)                                      | 13                                            |
| 2011                                          | Leandro Cearense                              | Cametá (Cametá)                                       | 21                                            |
| 2012                                          | Rafael Paty Branco Fábio Oliveira             | Cametá (Cametá) Águia de Marabá (Marabá) Remo (Belém) | 12                                            |
| 2013                                          | Aleílson                                      | Paragominas (Paragominas)                             | 13                                            |
| 2014                                          | Rafael Paty                                   | Santa Cruz de Cuiarana (Salinópolis)                  | 14                                            |
| 2015                                          | Rafael Paty                                   | Remo (Belém)                                          | 7                                             |
| 2016                                          | Jefferson Monte Alegre                        | São Raimundo (Santarém)                               | 8                                             |
| 2017                                          | Bérgson                                       | Paysandu (Belém)                                      | 11                                            |
| 2018                                          | Dedeco                                        | Castanhal (Castanhal)                                 | 7                                             |
| 2019                                          | Michel                                        | Paragominas (Paragominas)                             | 5                                             |
| 2020                                          | Nicolas                                       | Paysandu (Belém)                                      | 10                                            |
| 2021                                          | Cris Maranhense Paulo Rangel                  | Bragantino (Bragança) Tuna Luso (Belém)               | 8                                             |
| 2022                                          | Paulo Rangel                                  | Tuna Luso (Belém)                                     | 9                                             |
| 2023                                          | Mário Sérgio                                  | Paysandu (Belém)                                      | 10                                            |
| 2024                                          | Nicolas                                       | Paysandu (Belém)                                      | 10                                            |
| 2025                                          | Nicolas Rossi                                 | Paysandu (Belém)                                      | 6                                             |

## Técnicos campeões
Técnicos com mais títulos
- Givanildo Oliveira (8): Paysandu (5), Remo (3)[10]
- Juan Álvarez (5): Paysandu (4), Remo (1)
- Nagib Matni (5): Paysandu (1), Remo (2) e Tuna Luso (2)

Técnico campeão com o maior número de equipes
- Sinomar Naves (3): Paysandu (2005), Independente-PA (2011) e Cametá (2012).
- Nagib Matni (3): Paysandu (1947), Remo (1949 e 1954) e Tuna Luso (1955 e 1958)